# Geralt di Rivia
Geralt di Rivia (in polacco Geralt z Rivii, AFI: /ˈɡɛrald z ˈrivi/) è il protagonista dell'omonima saga ambientata nell'universo immaginario creato dallo scrittore Andrzej Sapkowski. Lui stesso, nella saga letteraria, spiega ai suoi compagni di viaggio rispondendo alla domanda del perché avesse scelto il soprannome "di Rivia". Geralt racconta che la scelta fu suggerita dal suo maestro Vesemir, il quale insegnava ai giovani witcher che, per ispirare fiducia alla gente comune, era utile avere un nome che suonasse familiare e rassicurante. Utilizzare un toponimo come cognome, come se si appartenesse a una regione conosciuta, aiutava a rendere il proprio nome più credibile e umano. Geralt scelse quindi “di Rivia” perché suonava bene e risultava convincente. Con il tempo, il soprannome divenne parte della sua identità.
Dalla celebre serie di romanzi di cui è protagonista, sono stati tratti tre videogiochi (The Witcher, The Witcher 2 e The Witcher 3), un film (Wiedźmin) e due serie televisive (Wiedźmin e The Witcher).

## Caratteristiche
(Geralt di Rivia)

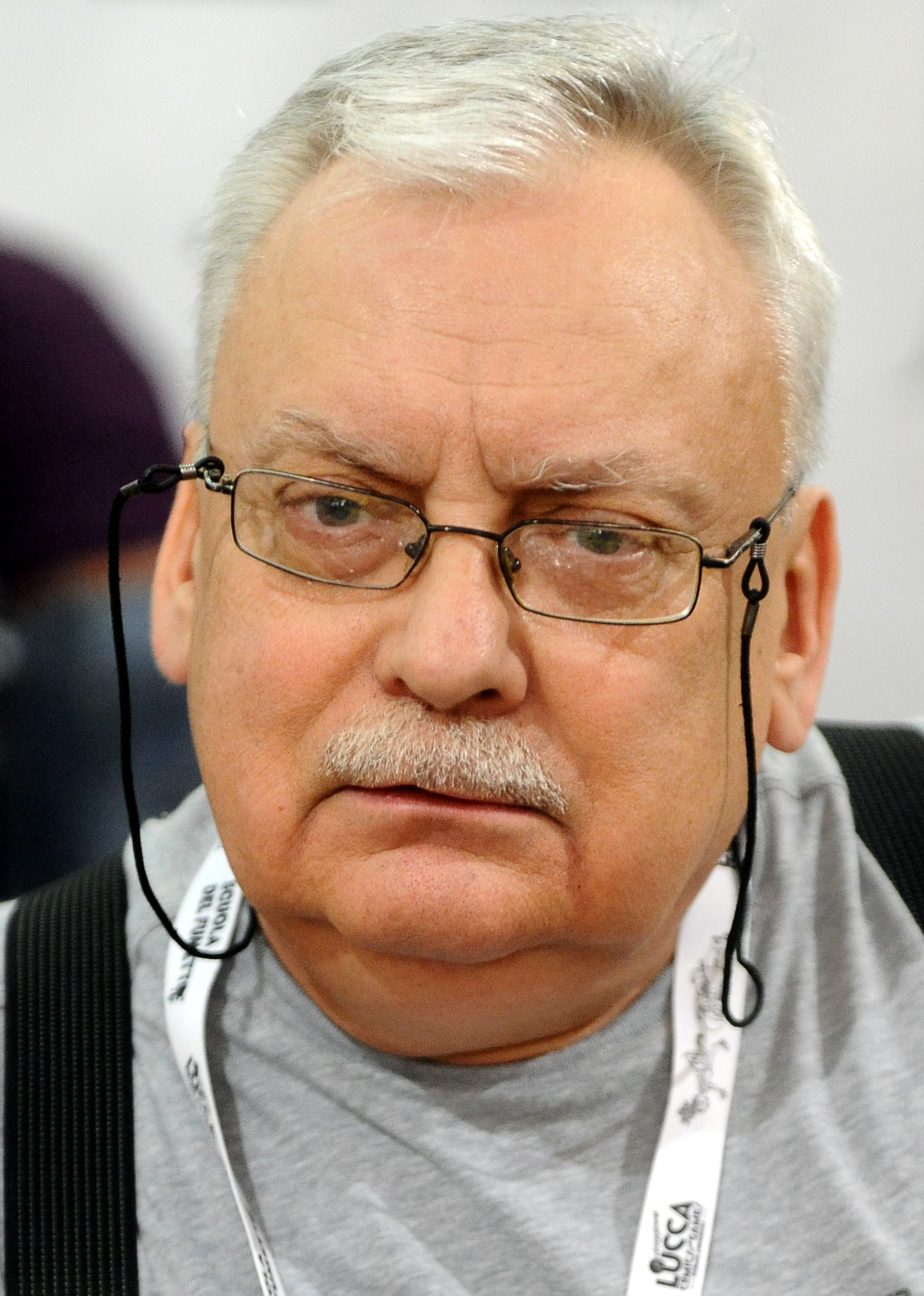
Andrzej Sapkowski

Geralt di Rivia è uno strigo (witcher nelle traduzioni anglosassoni e nella localizzazione italiana dei videogiochi), cioè un umano mutato tramite il cosiddetto "Rito delle Erbe" che gli ha conferito, oltre a poteri magici basilari, una rapidità superiore a quella umana e dei sensi molto sviluppati. Gli strighi sono specializzati nell'uccisione di mostri e nello spezzare incantesimi e maledizioni. Girano il mondo mettendo in vendita la loro abilità al miglior offerente, ma devono rimanere neutrali in qualunque questione che non riguardi i mostri (tuttavia si scoprirà essere un espediente di Geralt per non immischiarsi in alcuna faccenda estranea ai mostri). Nella sua professione si avvale spesso delle sue svariate abilità. Geralt è inoltre un provetto spadaccino, anche senza tener conto dei suoi mutamenti.
Geralt è un uomo dalla personalità complessa: agli strighi vengono estirpate la maggior parte delle emozioni, quindi il suo carattere è essenzialmente cinico e stoico. Molto raramente fa trapelare emozioni ed è spesso restio ad integrarsi in una società. Ciononostante, Geralt riesce a stringere poche ma solide amicizie e talvolta persino relazioni amorose, benché travagliate.
Nei libri Geralt viene descritto come un uomo alto e snello, di età indecifrabile. Gli occhi sono gialli e simili a quelli di un felino. Come risultato dell'essere stato sottoposto ad esperimenti più intensi e complicati dei suoi colleghi strighi, i suoi lunghi capelli sono bianchi, così come la sua barba, fattore che conferisce a Geralt l'epiteto di "Lupo Bianco".

## Biografia

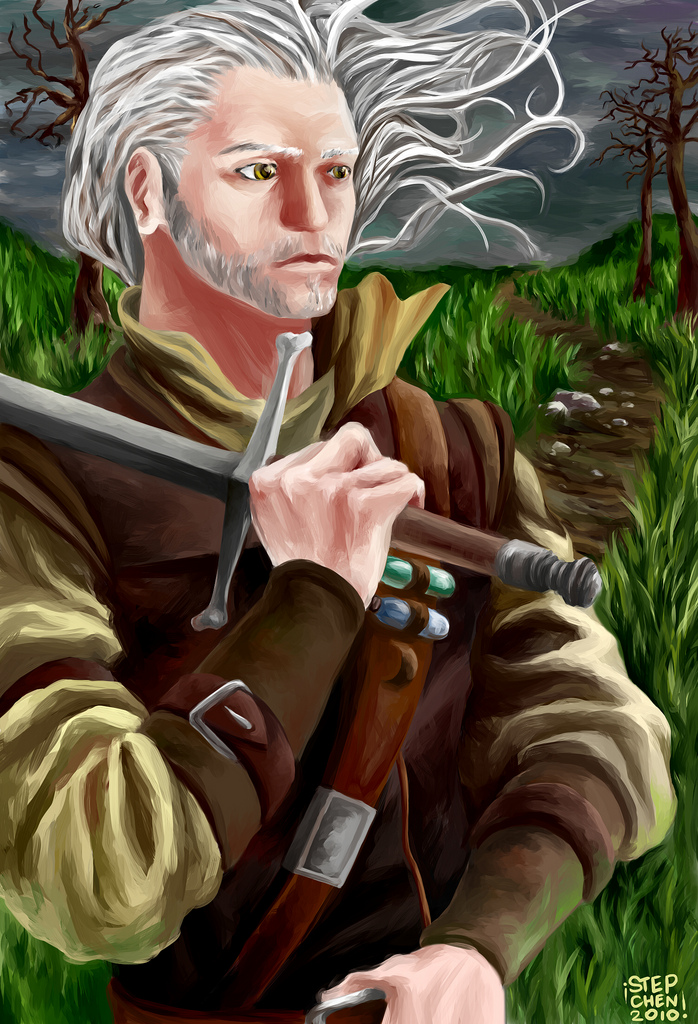
Geralt di Rivia in Wiedźmin

Geralt è figlio della druida Visenna e del guerriero Korin. Poco dopo la sua nascita fu portato dalla madre a Kaer Morhen (in Lingua Antica Caer a'Muirehen, significante "Antica Fortezza Marina"), l'antica fortezza in cui i giovani strighi subivano le trasformazioni e gli allenamenti del maestro Vesemir sotto la Scuola del Lupo.
Il nome "di Rivia" è stato scelto da Geralt stesso, nonostante egli non provenisse da questa terra. Il mastro strigo Vesemir faceva scegliere a tutti i giovani allievi un soprannome al fine di essere ricordati, e agli inizi Geralt scelse "Geralt Roger Eric du Haute-Bellegarde"; tale nome fu però disapprovato da Vesemir, poiché ridicolo e presuntuoso. Il nome gli viene riconosciuto ufficialmente, insieme al titolo di cavaliere, dalla regina di Lyria e Rivia Meve quando salva lei e le sue truppe durante una battaglia contro dei soldati di Nilfgaard, nominandolo "Geralt di Rivia" ignorando il fatto che lo strigo aveva già scelto, casualmente, quel nome per conto suo molti anni prima.
Dopo aver completato la sua formazione da strigo, a Geralt viene consegnato uno speciale medaglione magico d'argento raffigurante il simbolo della scuola che l'ha addestrato (in questo caso un lupo), con la particolare capacità di vibrare in presenza di mostri o di magia. Egli inizia quindi a viaggiare per il mondo in sella al suo cavallo Rutilia (non uno in particolare, poiché Geralt chiama così ogni suo cavallo) come cacciatore di mostri.
Geralt era un idealista ai suoi inizi, volto a difendere le vedove e gli orfani dai mostri che popolavano il mondo, ma non impiegò molto a capire la vera natura della realtà: guerre senza fine, cospirazioni, saccheggi, manipolazioni e altre atrocità. Ciò ha portato lo strigo ad applicare un suo codice personale. Sebbene il codice in sé non fosse reale, Geralt iniziò a usarlo spacciandolo come "Codice degli strighi", in parte inventato per uscire da alcune situazioni imbarazzanti, trovare una scusa a domande troppo insistenti e giustificare la sua neutralità. Infatti, indipendentemente dalla causa, Geralt mantenne sempre un punto d'onore: rimanere neutrale, non scegliere un partito piuttosto che un altro. Naturalmente, essendo Geralt cinico ma di animo in fondo nobile, ci sono eccezioni a questa regola, come nel racconto Il male minore dove lo strigo prese una posizione, scegliendo ciò che lui riteneva il male minore. Nonostante il suo atto eroico, finì per essere cacciato dalla città e questo gli valse il soprannome "Il macellaio di Blaviken".
Nei suoi viaggi stringerà numerose amicizie e rapporti, tra i quali quello con la maga Yennefer, a cui si legherà sentimentalmente per tutta la durata dei romanzi, e con Ciri, ragazza dai poteri soprannaturali donatigli dal Sangue Antico che scorre in lei. Proprio tutta la storia della saga letteraria, a partire da Il sangue degli elfi, si baserà sulla ricerca e la protezione di Ciri dalla caccia spietata attuata ai suoi danni da varie parti.
Nonostante alla fine dell'ultimo romanzo (in termini di cronologia interna) La Signora del Lago Geralt venga ferito mortalmente durante un pogrom contro i nani nella città di Rivia, la sua storia continua nella trilogia di videogiochi della software house polacca CD Projekt RED iniziata con The Witcher, pubblicato nel 2007. La serie non è tuttavia ritenuta canonica dall'autore dei libri Andrzej Sapkowski, che la considera liberamente ispirata ma non al pari di un sequel o di una storia alternativa alla sua.
Nell'universo fantastico di Geralt di Rivia, la figura di strigo è molto controversa: da un lato, il suo mestiere di cacciatore di mostri ha come fine il rompere maledizioni e il difendere gli uomini dalle creature pericolose; dall'altro, essendo lui un mutante, si ritrova ad essere temuto e disprezzato dalle stesse persone che deve proteggere. Egli viene quindi considerato un "non umano" alla stregua di elfi, nani, driadi, gnomi e mezzuomini, anch'essi vittime di discriminazioni e persecuzioni, costretti a vivere in ghetti o confinati sulle montagne. Non è raro che Geralt debba rifiutare lavori contrari al suo personalissimo codice di strigo, come ad esempio assassinare uomini o uccidere creature intelligenti e innocue o in via di estinzione come i draghi, mentre altre volte sono gli stessi uomini a declinare il suo intervento.
Dopo aver subito numerose mutazioni durante la Prova delle Erbe e aver affrontato i cosiddetti Cambiamenti, gli strighi ottengono capacità fisiche e mentali sovrumane quali riflessi migliorati, rapidità e velocità superiori alla norma, metabolismo accelerato per guarire dalle ferite, invecchiamento rallentato (tanto da poter vivere per secoli interi); subiscono inoltre alterazioni fisionomiche, come il colore degli occhi, della pelle o dei capelli (nel caso di Geralt, occhi gialli, capelli e barba bianchi). Un effetto collaterale dovuto alla mutazione in strigo è la sterilità. Acquisiscono, anche tramite il duro addestramento, l'incapacità di mostrare emozioni (possono sentire: rabbia, tristezza, gioia, ma non potranno mai esprimerle con le espressioni, inclusa la capacità di piangere). Solo pochi giovani riescono a sopravvivere a queste prove, poiché prevedono una completa mutazione genetica difficile da controllare. Vengono duramente addestrati al combattimento ad armi bianche e gli viene insegnato l'utilizzo dei "segni", semplici magie di base come "igni" (evocazione di fiamme dalle mani), "aard" (debole raffica telecinetica), "axii" (capace di influenzare per breve tempo la mente della persona o dell'animale a cui viene lanciato), "quen" (scudo magico di media resistenza dall'effetto immediato) e "yrden" (trappola magica in grado di bloccare per breve tempo l'avversario).
Caratteristica interessante di Geralt e degli strighi in generale è la posizione di neutralità. Il mondo in cui vivono è soggetto a continui conflitti: guerre, miseria e ingiustizia imperversano e perdurano, ma nonostante tutto, uno strigo cerca sempre di non prendere posizioni politiche.

## Alleati
- Ciri

Nipote della regina Calanthe di Cintra e figlia di Pavetta, e quindi portatrice del Sangue Antico e capace di manipolare tempo e spazio per viaggiarvi attraverso. Tra lei e Geralt nasce sin dal loro primo incontro un forte rapporto padre-figlia, e questi le insegnerà a utilizzare la spada in combattimento come uno strigo.
- Yennefer

Maga eccezionale e incredibilmente bella, ma dal carattere burrascoso. Il primo incontro con Geralt è narrato nella raccolta Il guardiano degli innocenti, dove viene descritta la nascita della loro relazione amorosa, che si protrae per tutta la saga.
- Triss

Maga amica di Geralt. Il loro primo incontro non viene menzionato, ma si può evincere che si siano conosciuti attraverso Yennefer. Profondamente innamorata di Geralt, una volta lo ammaliò con la magia per trascorrere una notte con lui, sebbene egli fosse innamorato di Yennefer e Triss fosse una grande amica di quest'ultima.
- Ranuncolo

Spiccato talento artistico e inesauribile goliardia ne fanno il più famoso bardo al mondo. È il miglior amico di Geralt, e dal loro incontro nella Valle dei fiori spesso lo accompagna nelle sue avventure. Non lesina a raccontare esperienze amorose e a mostrare il suo talento attraverso suonate di liuto e composizioni di ballate. Tuttavia la sua indole da fannullone e la sua propensione a rimorchiare giovani ragazze cacciano lui e lo strigo in molti guai.
- Milva

Giovane cacciatrice e arciera prodigiosa, è la prima a unirsi a Geralt e Ranuncolo nella loro ricerca di Ciri.
- Regis

Vampiro ultracentenario, saggio e riflessivo. Si unisce alla compagnia di Geralt, nonostante i dubbi di quest'ultimo sulla sua dichiaratamente prolungata e volontaria "astinenza" da sangue umano; tra loro, con il tempo, nascerà un forte legame di fiducia e amicizia.
- Cahir

Soldato nilfgaardiano che aveva il compito di portare Cirilla all'imperatore. Dopo essere stato graziato da Geralt per ben due volte, cambia punto di vista sulla storia di Ciri e insiste per unirsi alla compagnia dello strigo, che lentamente finisce ad accettarlo come uno di loro.

## Poteri
Come tutti gli strighi, Geralt è in possesso di prestazioni fisiche straordinarie che lo mettono in condizione di affrontare ogni tipologia di avversario, siano essi umani o mostri. Queste abilità sono il frutto della ricombinazione genetica del suo DNA ottenuta grazie al rito delle erbe, un esperimento magico al quale non tutti coloro che vi vengono sottoposti riescono a sopravvivere e che conferisce ai sopravvissuti forza, resistenza, agilità, velocità, riflessi, coordinazione e percezione sensoriale quasi sovrumane. Nonostante queste capacità naturali gli conferiscano già un enorme vantaggio sui suoi avversari, Geralt continua a migliorarsi attraverso snervanti sessioni di allenamento fisico tanto che anche tra gli strighi quelli in grado di reggere un confronto con lui oltre a Vesemir e Letho possono contarsi sulla punta delle dita: difatti, nel romanzo La stagione delle tempeste uno strigo della Scuola del Gatto di nome Brehen si rifiuta di affrontarlo ad armi pari ammettendo la sua superiorità. La sua forza fisica gli ha consentito in The Witcher 3: Wild Hunt di maneggiare con relativa facilità la pesante mazza ferrata del guerriero della caccia selvaggia Imlerith. La sua velocità e i tempi di reazione sono ancora più sorprendenti: nell'episodio Il male minore della raccolta Il guardiano degli innocenti, Geralt affronta e sconfigge i sette cavalieri della mercenaria Renfri attaccandoli ad una velocità tale da generare un piccolo vortice d'aria; nello stesso episodio devia con la sua spada un dardo lanciatogli con una balestra ad una velocità superiore ai 300 km/h; nell'episodio Una scheggia di ghiaccio della raccolta La spada del destino lo si vede conficcare un coltello tra le dita del borgomastro Herbolth con un movimento così veloce da risultare impercettibile per l'uomo che riesce a intravedere solo una macchia nera sfocata; nella parte introduttiva del romanzo Il sangue degli elfi, la guerriera Rayla di Lyria, parlando a proposito dell'abilità combattiva di Geralt, afferma che quest'ultimo è veloce in maniera addirittura disumana. Ogni strigo possiede una capacità visiva superiore a quella umana e paragonabile a quella di un felino o di un serpente. Geralt non fa eccezione come dimostrato nell'episodio Un briciolo di verità quando mostra per la prima volta la capacità di vedere al buio mentre è ospite nel castello del mostro Nivellen. Gli strighi sono in grado di accrescere ulteriormente tutte queste capacità assumendo particolari droghe steroidee che però a lungo andare finiscono per stremare il loro fisico. Tra le altre abilità fisiche mostrate da Geralt sono da ricordare una rapida guarigione delle ferite non mortali, una massiva ed estrema resistenza a droghe, veleni e tossine (dovuta al suo metabolismo da strigo) e la capacità di rallentare il proprio battito cardiaco che gli ha permesso in un'occasione di sopravvivere ad una lesione dell'arteria femorale abbastanza a lungo prima di essere soccorso (un comune essere umano sarebbe morto dopo pochi secondi).
Oltre che nel combattimento, gli strighi vengono addestrati nella magia, seppur non ai livelli di uno stregone professionista. I rudimenti magici che gli vengono impartiti prendono il nome di Segni e rappresentano la base dell'arte occulta. Essi sono: Aard (potere telecinetico), Igni (potere pirocinetico), Yrden (potere geocinetico), Quen (potere di difesa da attacchi fisici), Axii (potere psicocinetico) ed Eliotropo (potere di difesa da incantesimi).
Geralt è un abilissimo combattente, la sua arma preferita è la spada che maneggia con un'abilità impressionante dimostrando un'elasticità ed una precisione di manovra senza eguali nonché un'incredibile versatilità nell'alternare tempestivamente le sue tattiche e gli schemi di attacco durante gli scontri in modo da adattarsi ad ogni situazione con un ritmo veloce. Ciò gli ha permesso di affrontare contemporaneamente più combattenti con discrete capacità come i fratelli Michelet e la banda di Ralf Blunden, o avversari singoli con capacità elevate come il mago Vilgefortz, lo strigo Letho ed il vampiro superiore Dettlaff. Il suo stile si è dimostrato estremamente imprevedibile, esibendo abilità e conoscenze altamente elevate in diversi stili di scherma. Geralt è esperto anche nel combattimento corpo a corpo, dimostrato nello scontro con Dijkstra nella parte finale de Il tempo della guerra dove ha sconfitto contemporaneamente la spia e altri venti uomini. Sembra possedere delle competenze marziali come la conoscenza di alcune proiezioni e leve articolari. Inoltre nel promo del videogioco non ufficiale The Witcher: Rise of the White Wolf lo si vede praticare Taijiquan. Tuttavia preferisce di gran lunga i duelli all'arma bianca.

## Altri media
Televisione
Sia nel film sia nella serie televisiva polacche, Geralt viene interpretato da Michał Żebrowski, mentre nella parte della sua infanzia da Maciej Lagodzinski. Entrambe le produzioni narrano vicende raccontate nei libri, seppur in alcuni momenti modificate. La serie televisiva è stata mandata in onda solamente in Polonia nel 2002, mentre il film, che ha avuto una seppur limitata distribuzione internazionale, è uscito nei cinema l'anno precedente.
Nella serie televisiva di Netflix, Geralt è interpretato dall'attore britannico Henry Cavill.
Videogiochi